# Pulvinaria callosa
Pulvinaria callosa är en insektsart som först beskrevs av De Lotto 1966.  Pulvinaria callosa ingår i släktet Pulvinaria och familjen skålsköldlöss. Inga underarter finns listade i Catalogue of Life.